# Selenotoca papuensis
Selenotoca papuensis är en fiskart som beskrevs av Fraser-brunner, 1938. Selenotoca papuensis ingår i släktet Selenotoca och familjen Scatophagidae. Inga underarter finns listade i Catalogue of Life.